# Zázvorská Kýčera
Zázvorská Kýčera (901 m) – szczyt Gór Kisuckich (słow. Kysucká vrchovina) na Słowacji.
Wznosi się pomiędzy miejscowością Terchová i zbiornikiem wodnym Nová Bystrica. W zachodnim kierunku od Zázvorskiej Kýčery ciągnie się długi i wyrównany grzbiet Vojenné. W kierunku północnym z Zázvorskiej Kýčery do zbiornika Nová Bystrica opada krótki grzbiet oddzielający doliny potoków Boďov potok i Čepelov potok, stoki południowe opadają do górskich osad miejscowości Terchová i dość wysoko wspinają się na nie łąki. Również północny grzbiet jest w dużym stopniu trawiasty. Znajduje się na nim polana o nazwie Zázvorovci.
Jest to mało wybitny szczyt. Jego północnymi stokami, omijając wierzchołek, prowadzi niebieski szlak turystyczny

## Szlaki turystyczne
odcinek: Sedlo Kubínska hoľa – Vasiľovská hoľa – Minčol (1139 m) – Bzinská hoľa – Príslopec – Paráčsky Minčol – Paráč – Sedlo pod Okrúhlicou –  Okrúhlica (1165 m) – Javorinka – Okrúhlica (1076 m) – Kýčerka – Kováčka – Zázvorská Kýčera – Vojenné – Pod Vojenným – Káčerovci – Pod Mravečníkom – Mravečník – Terchová